# Classe (Rávena)
Classe es una fracción del municipio de Ravena de 1989 habitantes.
Su topónimo deriva de lengua latina Classis, Armada romana. En el mismo lugar donde hoy se encuentra el centro habitado, en la época romana había un puerto,  el Puerto de Classe, que albergaba una flota permanente de la armada romana de  Roma. En el Imperio bizantino el puerto se convirtió en el cuartel general de la flota de Constantinopla en Occidente.

## Historia
El mismo tema en detalle en 

## En la literatura
A Classe está ambientada en una novela de Decamerón de Giovanni Boccaccio protagonizada por Nastagio degli Onesti. En los bosques de la ciudad Nastagio ve cada viernes una mujer desnuda perseguida por un caballero negro y despedazada por dos perros como castigo por no haber amado a un hombre que, por amor, se había suicidado por ella; el fantasma de este hombre aparece en forma de caballero.
El bosque de pinos en su antiguo lito es mencionado por Dante Alighieri en el canto XXVIII vv. 19-21 de Purgatorio': 

tal qual di ramo in ramo si raccoglie / per la pineta in su ’l lito di Chiassi, / quand’Ëolo scilocco fuor discioglie

## Infraestructura y transporte
El 3 de agosto de 1900 se inauguró la prolongación del tranvía Forlì-Ravenna hasta Classe, principalmente para el tráfico generado por la fábrica de azúcar local; el tranvía permaneció en funcionamiento hasta 1929
El transporte público es proporcionado por la compañía START Romagna.